# NGC 74
NGC 74 é uma galáxia espiral (Sb) localizada na direcção da constelação de Andromeda. Possui uma declinação de +30° 03' 41" e uma ascensão recta de 0 horas, 18 minutos e 49,5 segundos.
A galáxia NGC 74 foi descoberta em 7 de Outubro de 1855 por William Parsons.